# Király István (filozófus)
Király István, V. Király István ill. Király V. István néven is publikált (Nagyvárad, 1952. szeptember 5. – Kolozsvár, 2023. április 7.) romániai magyar filozófus, filozófiai író. Király Ernő öccse.

## Életútja

### Ifjúkora, tanulmányai
A líceumot szülővárosában végezte (1970), a Babeș–Bolyai Tudományegyetemen filozófia szakos diplomát szerzett (1976). Pályáját mint filozófia szakos tanár a nagybányai 1. számú Ipari Líceumban kezdte (1976–78); a Kolozs megyei Mozivállalatnál szervező (1978–80), majd 1980-tól főkönyvtáros a kolozsvári Egyetemi Könyvtárban. 1990-től a kolozsvári Babeș-Bolyai Tudományegyetem Filozófia Karán oktat, 2000-től főállásban, docensi fokozattal. Doktori oklevelét is itt szerezte 2000-ben. Ontológiát, metafizikát, humánontológiát, alkalmazott filozófiát valamint a Szabadság ontológiája című tárgyakat oktatta.

### Munkássága
1996-tól a most PHILOBIBLON – Transylvanian Journal of Multidisciplinary Research in Humanties című nemzetközi tudományos folyóirat főszerkesztője.
Első írása az Echinoxban jelent meg 1974-ben. Tanulmányait a Napoca Universitară és a Revista de Filozofie közölte. 1979-től a Korunk munkatársa, itt megjelent fontosabb írásai:
- Az ideologikus formák és az ideológia (1979/1–2),
- Eldologiasodás és forradalom (1981/11),
- Titok, leplezés, zárolt valóság (1982/10).

A titok kérdése foglalkoztatja a Bábel tornyán (1983) című Echinox-antológiában, valamint a budapesti Magyar Filozófiai Szemlében (1986/1–2) megjelent értekezésében is. Ennek a kérdésnek több tanulmányt szentelt amelyek azután a Határ – Hallgatás – Titok című könyvében is megjelentek. Ebből írta doktori disszertációját is, román nyelven: Fenomenologia existenţială a secretului címen. Karl Jaspers egzisztencialista filozófiájának taglalásakor "a romániai magyar filozófiai élettel szembeni követelményrendszereink" megfogalmazását igényelte (1988/4), ehhez járult hozzá a kanti filozófia vizsgálatával is (1988/10).
A kolozsvári Egyetemi Könyvtár Biblioteca și Învățămîntul sorozatában megjelent két filozófiai tanulmánya: Information und Geheimnis (1984) és A rare edition of Lukács's book "Geschichte und Klassenbewusstsein" (1985).
Fő kutatási területe ekkor a szabadság és a hagyomány problematikája, 2003-ban írta meg értekezését Hagyomány és szabadság kérdése Heidegger és Gadamer címmel, ezen kutatást az MTA 1 hónapos Domus ösztöndíja is támogatta. Király István a kolozsvári Babeș-Bolyai Tudományegyetem Történelem és Filozófia Karának docense Kutatási beszámolóban adott számot munkájáról. Érdeklődési körei azóta az emberi végesség, a halál, a szabadság ontológikuma és a történetiség valamint az emberi élettel kapcsolatos emberi betegség filozófiai tematizálása felé orientálódtak. Ezeket a kutatásokat több – egymáshoz szervesen kapcsolódó – magyar, román, ill. angol nyelvű kötetben és tanulmányban publikálta.
Király István jeles tanítványokat nevel, Erdélyi Tudományos Diákköri Konferenciákra készíti fel hallgatóit.
Így 2006 és 2008 között a BBTE Filozófiai Karán – Lippai Cecíliával  együttműködve – Eristikon címmel, havonta találkozó Filozófiai Tudományos Diákkört szervez, amelybe 2008-ban a román hallgatókat is bevonta. A Tudományos Diákkörnek hamarosan elektronikus folyóirata is születik. Ennek a címe ugyancsak Eristikon.
2009 novemberétől a BBTE filozófia karához kapcsolódó Alkalmazott Filozófiai Kutatóközpont valamint a kolozsvári Iuliu Hațieganu Orvosi és Gyógyszerészeti Egyetem közös égisze alatt működő Orvosi Filozófiai és Antropológiai Tudományos Műhelyt (Atelierul de filosofie şi Antropologie Medicală) szervezte és vezette  2023. április 7-én bekövetkezett haláláig.

### Művei
Eddig tizennégy egyéni kötetet közölt:
- Euthanasia, Or Death assisted to its Dignity – Lambert Academic Publishing, Saarbrücken, 2019, ISBN 978-620-0-00267-9 0002673/ref=sr_1_1?keywords=9786200002679&qid=1558977077&s=gateway&sr=8-1
- Time-ings and Question-Points – An Ontological and Existential Analyzes – Lambert Academic Publishing – Saarbrücken, 2018, ISBN 978-613-8-32972-5  EXISTENCE(s) – Short deep-forage Chapters, Lambert Academic Publishing, Saarbrücken, 2017,  ISBN 978-3-659-39612-0 - http://www.amazon.com/gp/product/3659802379?ref_=cm_sw_ic_dp_r#_swftext_Swf
- Death and History, Lambert Academic Publishing, Saarbrücken, 2015, ISBN 978-365-9-80237-9
- A betegség – az élő létlehetősége – Prolegoména az emberi betegség filozófiájához / Illness – A Possibility of the Living Being – Prolegomena to the Philosophy of Human Illness. (Kétnyelvü), Kalligram, Pozsony (Bratislava), 2011, 204 o. ISBN 978-80-8101-499-4
- KÉRDÉS-PONTOK a történelemhez, a halálhoz és a szabadsághoz, Presa Universitară Clujeană, Cluj-Napoca, 2008, 254 o. ISBN 978-973-610-817-4
- Halandóan lakozik szabadságában az ember, Pozsony (Bratislava), Kalligram, 2007, 321 o. ISBN 978-80-7149-977-0
- Kérdő Jelezés – több-csendbeni alkalmazott filozófiai zajháborítás a szabad(ság) kérdezés(é)ben, Kalligram, Pozsony (Bratislava), 2004, 216 o. ISBN 80-7149-672-3
- A halál és a meghalás tapasztalata, Közdok Könyvkiadó, Budapest, 2003, 168 p. ISBN 963-552-369-6
- Moartea şi experienţa muririi – In(tro)specţie metafizică şi filosofico-aplicativă (prin nouă ochiri), Editura Casa Cărţii de Ştiinţă, Cluj-Napoca, 2002, 154 o. ISBN 973-686-325-5
- Fenomenologia existenţială a secretului – Încercare de filosofie aplicată. Editura Paralela ’45, Piteşti, 2001, 286 o.
- Filozófia és Itt-Lét, Erdélyi Hiradó, Kolozsvár, 1999, 156 o. ISBN 973-97099-6-6
- Határ – Hallgatás – Titok, Komp-Press-Korunk Baráti Társaság, Kolozsvár, 1996, 318 o. ISBN 973 97661 1 0
- Ionut Costeaval és Doru Radosavval közösen publikált kötete: Fond secret, Fond “S” special – Contribuţii la istoria fondurilor secrete de bibliotecă din România, Dacia Kiadó, Cluj-Napoca, 1995. 390 p. ISBN 973-35-0536-6

Publikált tanulmányaihoz teljes szöveggel itt lehet hozzáférni 
Teljes szakmai életrajza itt található 
Legtöbb írását teljes szöveggel lásd: Király V. István academia.edu honlapján ill.a Researchgate , PHilPeuple , AcademiaEdu, ORCID honlapokon.

## Külső kapcsolódások
http://www.philobiblon.ro, ORCID 